# Beate Habetz
Beate Habetz (Brauweiler (Rijnland-Palts), 30 september 1961) is een voormalige Duitse wielrenster. In 1978 werd ze wereldkampioen op de weg.
In 1976 werd Habetz nationaal kampioen op de baan. In totaal zou ze zes nationale titels behalen. In 1978 werd ze wereldkampioen, een jaar later werd ze derde bij het wereldkampioenschap.
Toen ze in 1984 niet werd geselecteerd voor de Olympische Spelen, beëindigde ze haar loopbaan.
Ze is getrouwd met de wielrenner Werner Stauff. Ze hebben twee kinderen, Daniela en Andreas die sinds 2006 wielerprof is. Haar zus Gabi Habetz was tevens kortstondig professioneel wielrenster.